# Is Your Honeymoon Really Necessary?
Is Your Honeymoon Really Necessary? é um filme de comédia produzido no Reino Unido e lançado em 1953. Foi baseado na peça homônima, de Vivian Tidmarsh.